# 2599 Веселі
2599 Веселі (2599 Veselí) — астероїд головного поясу, відкритий 29 вересня 1980 року.
Тіссеранів параметр щодо Юпітера — 3,381.
Назва походить від назви чеського міста Веселі над Лужніці (чеськ. Veselí nad Lužnicí).